# Scott Carson
Pour les articles homonymes, voir Carson.
Scott Paul Carson, né le 3 septembre 1985 à Whitehaven, est un footballeur international anglais qui joue au poste de gardien de but à Manchester City.
Carson commence sa carrière dans le club de Leeds United en 2002, en tant que gardien remplaçant derrière Paul Robinson. Il débute pour l'équipe d'Angleterre des moins de 21 ans en octobre 2003 à l'âge de 18 ans, et ce bien qu'il n'ait jamais joué avec l'équipe première équipe de Leeds. Son premier match en faveur de Leeds a lieu en janvier 2004.
En janvier 2005, il est recruté par Liverpool pour un million de livres sterling. Il fait ses débuts sous les couleurs de Liverpool en mars 2005, mais ne joue pas beaucoup à cause de la concurrence qui existe avec Jerzy Dudek et José Manuel Reina. En mars 2006, il est alors prêté à Sheffield Wednesday, afin de gagner un peu d'expérience. À la fin de la saison 2005–2006, Carson n'a joué que 16 matchs de Premier League, alors qu'il est professionnel depuis 2002.
En mai 2006, Scott Carson est inclus dans l'équipe d'Angleterre afin de participer à la Coupe du monde 2006 qui se déroule en Allemagne. Il reste cependant sur le banc des remplaçants durant toute la compétition.
En novembre 2007, Carson honore sa première sélection en équipe d'Angleterre lors d'un match amical face à l'Autriche. Il garde ses cages inviolées durant toute la rencontre. Après son retour à Liverpool de son prêt d'Aston Villa à la fin de la saison 2007–2008, il rejoint West Bromwich Albion pour un montant de 3 250 000 £ en juillet 2008.
Carson reste dans les annales pour l'énorme bourde faite lors d'un match décisif face à la Croatie, rencontre qualificative pour l'Euro 2008. Sur un tir du milieu de terrain croate Niko Kranjčar, il n'arrive pas à contrôler le ballon qui rebondit pour finalement terminer au fond des filets. Les Anglais sont défaits 3–2 et ne se qualifient pas pour l'Euro 2008.

## Biographie

### Carrière en club

#### Leeds United
Né à Cleator Moor (Cumbria), Carson grandit dans sa ville natale où il étudie à la Ehenside School. Prometteur joueur de rugby à XIII dans sa jeunesse, il choisit de se concentrer sur le football, jouant dans les buts pour l'équipe de son école dès l'âge d'« environ onze ou douze ans ». Il gravit rapidement les équipes de jeunes de l'équipe locale de Cleator Moor Celtic (en) pour arriver en équipe première senior à quinze ans. En juillet 2002, Carson rejoint le centre de formation de Leeds United après avoir impressionné l'ancien défenseur de Leeds Peter Hampton en évoluant avec les amateurs de Workington en FA Youth Cup. Il passe moins d'un an dans l'académie et une demi-saison avec la réserve avant de faire ses débuts en équipe première en janvier 2004, entré comme remplaçant de dernière minute après que Paul Robinson est expulsé contre Middlesbrough,. Deux semaines plus tard, il est titularisé pour la première fois, contre Manchester United lors d'un match nul 1–1 à Old Trafford, et fait une autre apparition plus tard dans la saison 2003–2004 contre Chelsea. En mai 2004, Robinson quitte Leeds et le club recrute le gardien international écossais Neil Sullivan deux mois plus tard afin de rivaliser avec Carson pour une place en équipe première,, et d'aider Carson à se développer et à s'améliorer. Le contrat de Carson doit expirer à la fin de la saison 2004–2005, mais Leeds tient à le conserver et en décembre 2004 lui propose un nouveau contrat à long terme. Cependant, il choisit de rejoindre Liverpool, qui paye une indemnité de transfert de 750 000 £ à Leeds en janvier 2005,.

#### Liverpool
Carson signe avec Liverpool un contrat de quatre ans et demi afin d'entrer en concurrence avec Jerzy Dudek pour une place de titulaire. Il fait ses débuts en équipe première liverpuldienne en mars 2005 face à Newcastle United, et joue trois matchs consécutifs en avril, dont le quart de finale victorieux à domicile en Ligue des champions contre la Juventus,. Il reçoit les médailles de vainqueur après les triomphes de Liverpool en finale de la Ligue des champions et en Supercoupe de l'UEFA 2005, car en tant que remplaçant respectivement de Dudek et Reina il figure sur les feuilles de matchs,. Carson ne dispute que quatre rencontres au cours de la saison 2005–2006, toutes en coupes,, et est prêté à Sheffield Wednesday en mars 2006. Wednesday fait appel à ses services afin de résoudre sa crise de gardien de but, tandis que Carson cherche à acquérir plus d'expérience en équipe première dans l'optique de se battre pour une place dans l'effectif anglais pour la Coupe du monde 2006,,. Il n'encaisse aucun but lors de cinq de ses neuf matchs avec Wednesday, et l'entraîneur adjoint Kevin Summerfield (en) salue sa contribution comme élément-clé du maintien du club en deuxième division. Il retourne à Liverpool à la fin de la saison et prolonge son contrat à Liverpool jusqu'en 2011.

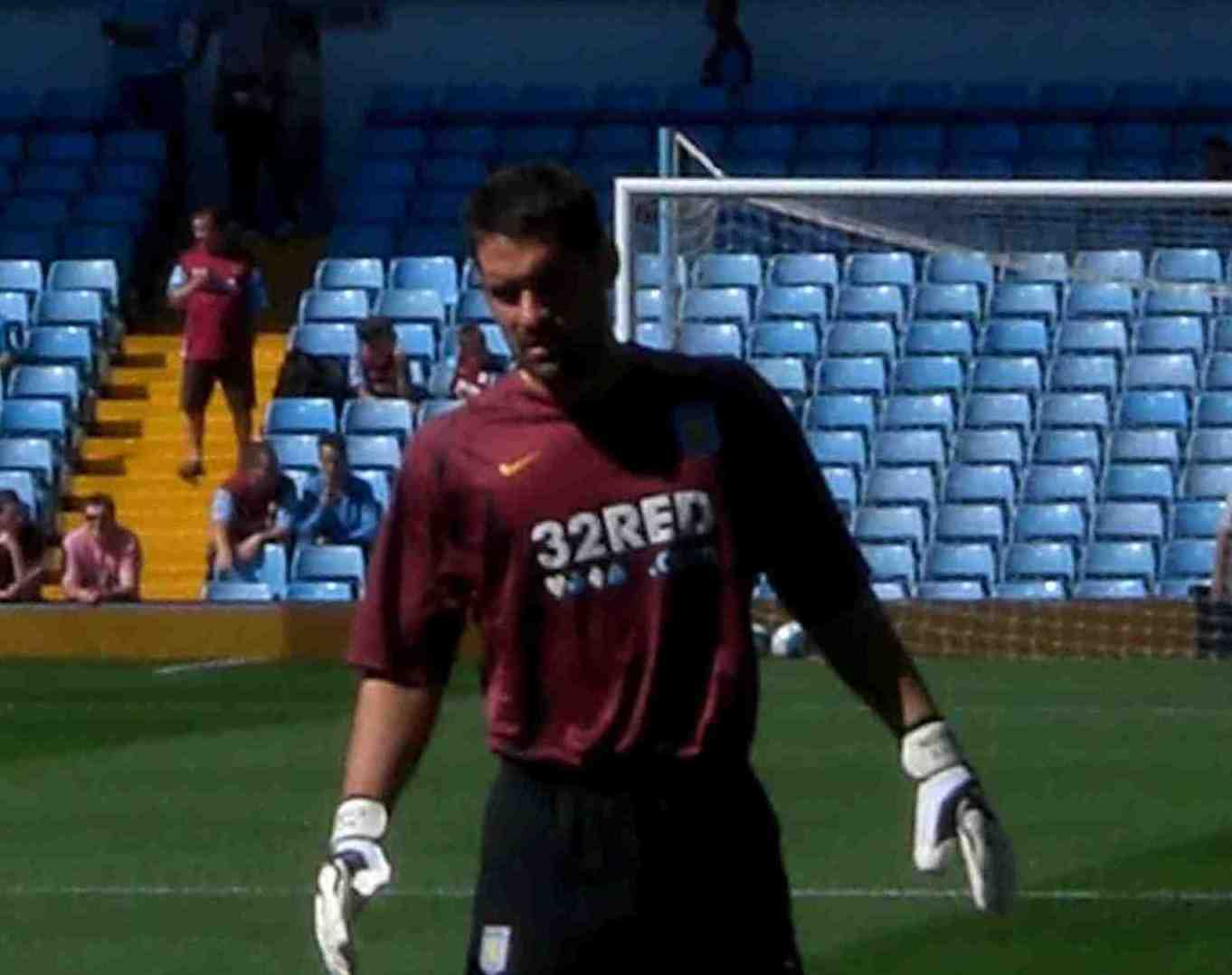
Carson en prêt à Aston Villa (2007).

En août 2006, Carson est prêté à Charlton Athletic pour la saison 2006–2007, après que Charlton échoue dans le recrutement du gardien de Norwich City Robert Green. Carson explique que « Liverpool veut que je prenne de l'expérience en espérant que la saison prochaine je puisse concurrencer Pepe [Reina] pour la première place. Il y avait quelques clubs de Championship intéressés mais j'ai besoin de jouer en première division, car Robert Green, Ben Foster et Chris Kirkland vont jouer semaine après semaine, j'ai donc besoin d'être performant ». Il prend part à 36 des 38 matchs de Premier League, il ne manque que les deux matchs contre Liverpool en raison d'une clause spécifique de son contrat de prêt,. Bien qu'il soit incapable d'empêcher Charlton d'être relégué à la fin de la saison, sa bonne forme le conduit à être nommé « joueur de l'année » de Charlton Athletic par le club de supporters, devenant le premier joueur prêté à recevoir ce prix,.
Carson revient à Liverpool à la fin de la saison, et en juin 2007 le manager de Liverpool Rafael Benítez confirme qu'il ferait partie de l'équipe première pour la saison 2007–2008, en affirmant : « Il doit se battre avec Pepe Reina maintenant pour une place de titulaire ». Cependant, Carson reste la doublure de Reina, et doit faire face à une concurrence accrue à la suite de la signature de Charles Itandje en août 2007. Par conséquent, Carson est à nouveau cédé, cette fois-ci à Aston Villa, sur un prêt payant de 2 000 000 £. Benítez commente cet accord, « Nous ne voulons pas le vendre, nous sommes très heureux de Scott. Mais il a besoin de jouer pour garder sa place en [équipe d']Angleterre »,. Martin O'Neill, l'entraîneur d'Aston Villa, préfère Carson à Thomas Sørensen et Stuart Taylor, et Scott joue dans 35 des 38 matchs de championnat, manquant notamment les deux matchs contre Liverpool, contre qui son contrat l'empêche de jouer,, préservant ses cages inviolées pendant onze matchs au cours de la saison 2007–2008,. Il reçoit le premier carton rouge de sa carrière en faisant faute sur Carlos Tévez lors d'une défaite 4–1 en Premier League contre Manchester United.

#### West Bromwich Albion
Carson retourne à Liverpool à la fin de la saison 2007–2008, mais en juillet 2008 il signe à West Bromwich Albion un contrat de quatre ans pour une indemnité de transfert de 3 250 000 £, avec possibilité d'être réévaluée à 3 750 000 £, avec pour le club une option de prolonger le contrat d'une année supplémentaire. Carson, qui a joué pour cinq clubs différents depuis ses débuts à Leeds en 2004, explique qu'il veut s'installer dans un club, en disant : « J'ai été comme un nomade pendant trois ou quatre ans. Ce sera bien d'avoir des racines et de pouvoir s'installer. Je me vois ici pour quatre ou cinq ans, même plus longtemps ». Il fait ses débuts contre Arsenal lors de la première journée de la saison 2008–2009 de Premier League, match perdu 1–0. Mais il ne pourra pas empêcher la relégation de son club à la fin de la saison 2008-2009. Le nouvel entraîneur Roberto Di Matteo, lui fait confiance et le nomme capitaine de West Brom, après une saison en Championship, Albion fait son retour en Premier League pour 2010-2011 ou durant cette saison il perdra sa place de titulaire à la suite d'une erreur contre Fulham puis l'arrivée de Roy Hodgson permet à Carson de retrouver une place dans son 11 de départ. À la fin de cette saison, Albion termine 11e.

#### Bursaspor et Manchester City
Le 24 juin 2011, Carson s'engage avec le club turc de Bursaspor. Il en est le gardien titulaire.
Le 8 août 2019, il est prêté à Manchester City.
Le 14 mai 2021, il joue avec Manchester City, club où il est prêté depuis 2 ans, son premier match de Premier League depuis 10 ans.
Début juillet 2021, il signe officiellement à Manchester City.
Le 9 juin 2025, Manchester City annonce son départ du club à la fin de son présent contrat.

### Carrière internationale
Carson est appelé pour la première fois en équipe d'Angleterre des moins de 21 ans en octobre 2003, un mois après son 18e anniversaire, pour le match qualificatif du championnat d'Europe espoirs 2004 contre la Turquie. Au moment où il fait ses débuts en compétition pour l'équipe première de Leeds United, il n'a auparavant joué que quatre matchs pour les différentes équipes de jeunes de l'Angleterre. Il fait ses débuts avec les moins de 21 ans lors d'une victoire 3–2 contre les Pays-Bas en février 2004. Il est sélectionné dans l'effectif pour le championnat d'Europe espoirs 2007, et au cours du troisième match contre la Serbie, il honore sa 28e sélection avec les espoirs,, battant le record codétenu alors par Gareth Barry et Jamie Carragher. Sa 29e et dernière sélection est contre le pays hôte, les Pays-Bas, en demi-finale, et se termine sur le score de 1–1 après prolongation. Dans la séance de tirs au but qui en résulte, il arrête l'un des 16 penalties et en marque un lui-même, mais l'Angleterre perd finalement 13–12. Carson a depuis été dépassé par James Milner comme joueur le plus capé de l'équipe Angleterre des moins de 21 ans.
En mai 2005, tout en restant membre de l'équipe des moins de 21 ans, Carson est sélectionné en équipe d'Angleterre A pour une tournée aux États-Unis. Un an plus tard, il est appelé pour pallier la blessure de Robert Green en équipe d'Angleterre B pour un match amical contre la Biélorussie. La blessure de Green, qui était inclus dans l'équipe d'Angleterre pour la Coupe du monde 2006, conduit le sélectionneur Sven-Göran Eriksson à rappeler Carson dans le groupe anglais pour le tournoi, bien qu'il ne compte encore aucune cape internationale. Carson continue à être sélectionné en équipe d'Angleterre senior,, et fait parallèlement sa deuxième apparition avec l'équipe B lors d'une victoire 3–1 sur l'Albanie en mai 2007. À la suite du championnat d'Europe espoirs 2007, il fait ses débuts internationaux en amical contre l'Autriche en novembre 2007, gardant ses cages inviolées. Une semaine plus tard, il a fait ses débuts en compétition officielle pour un match crucial contre la Croatie, perdu 3–2 par les Anglais qui sont éliminés de l'Euro 2008, Carson étant notamment coupable sur le premier but, une frappe anodine de 30 mètres de Niko Kranjčar qui rebondit juste devant lui et qu'il ne parvient qu'à repousser dans ses filets,. Le sélectionneur de l'Angleterre Steve McClaren est limogé le lendemain, se voyant reprocher de faire confiance à un gardien inexpérimenté pour ce match décisif,
Le nouveau sélectionneur Fabio Capello nomme Carson dans sa première équipe d'Angleterre pour le match amical contre la Suisse en février 2008, mais le gardien de but manque ensuite le match contre la France le mois suivant pour cause de blessure. Carson n'est plus appelé dans le groupe de Capello pour les cinq matchs internationaux suivants, avant d'être rappelé en octobre 2008 pour les éliminatoires de la Coupe du monde 2010 contre le Kazakhstan et la Biélorussie. Il honore sa troisième sélection en novembre 2008, lors d'un amical contre l'Allemagne à Berlin en entrant en jeu en seconde mi-temps. Ce faisant, il devient le premier joueur de West Bromwich Albion à jouer pour l'Angleterre depuis 24 ans. Il honore sa quatrième cape en entrant en jeu en seconde mi-temps contre la Suède le 15 novembre 2011.

## Palmarès

### En club
Liverpool FC
- Ligue des champions
  - Vainqueur : 2005.

 Manchester City :
- Ligue des champions
  - Vainqueur : 2023
  - Finaliste : 2021
- Premier League
  - Champion : 2021
- Supercoupe de l'UEFA
  - Vainqueur : 2023.
- Coupe du monde des clubs 
  - Vainqueur : 2023
- Coupe de la Ligue anglaise
  - Vainqueur : 2020 et 2021.